# Leptopelis nordequatorialis
Leptopelis nordequatorialis es una especie de anfibios de la familia Arthroleptidae.
Habita en Camerún y Nigeria.
Su hábitat natural incluye praderas a gran altitud, pantanos, marismas de agua fresca, corrientes intermitentes de agua, nacientes y tierras de pastos.